# 牛角寨镇
牛角寨镇，是中华人民共和国云南省红河哈尼族彝族自治州元阳县下辖的一个乡镇级行政单位。
2017年4月26日，云南省人民政府批复同意撤销牛角寨乡，设立牛角寨镇。

## 行政区划
牛角寨镇下辖以下地区：
牛角寨村、果统村、果期村、新安所村、欧乐村、岩际村、良心寨村和脚弄村。